# P-Nitrocumol
p-Nitrocumol ist eine chemische Verbindung aus der Gruppe der aromatischen Nitroverbindungen.

## Gewinnung und Darstellung
Durch Nitrieren von Cumol wird ein Gemisch aus o-Nitrocumol und p-Nitrocumol im Verhältnis 35:65 gewonnen.

## Eigenschaften
p-Nitrocumol ist eine Flüssigkeit, die praktisch unlöslich in Wasser ist.